# آنی سارکیسیان
آنی سارکیسیان (ارمنی: Անի Սարկիսյան؛ زادهٔ ۱۸ مهٔ ۱۹۹۵) بازیکن فوتبال در پست فوروارد اهل ارمنستان است.

## باشگاهی
از باشگاه‌هایی که در آن بازی کرده‌است می‌توان به Cresskill Cougars، Florida State Seminoles و Michigan Wolverines اشاره کرد.

## تیم ملی
وی همچنین در تیم ملی فوتبال زنان ارمنستان بازی کرده‌است. آقابابایان نخستین بازی ملی خود در چهارچوب مقدماتی جام جهانی فوتبال زنان ۲۰۲۳ در تاریخ ۲۱ اکتبر ۲۰۲۱ در تیرانا در مقابل آلبانی انجام داده‌است.